# Малиновка (Медынский район)
Малиновка — деревня в Медынском районе Калужской области Российской Федерации. Входит в сельское поселение «Село Адуево».
Расположена у Варшавского шоссе.
Рядом — деревни Дворики и Новоселки.

## История
Во время Великой Отечественной войны в Малиновке находился лагерь советских военнопленных.